# Пшитока (Мінський повіт)
Пшитока (пол. Przytoka) — село в Польщі, у гміні Калушин Мінського повіту Мазовецького воєводства.
Населення — 129 осіб (2011).
У 1975-1998 роках село належало до Седлецького воєводства.

## Демографія
Демографічна структура станом на 31 березня 2011 року:
|          | Загалом | Допрацездатний вік | Працездатний вік | Постпрацездатний вік |
| -------- | ------- | ------------------ | ---------------- | -------------------- |
| Чоловіки | 66      | 12                 | 47               | 7                    |
| Жінки    | 63      | 15                 | 34               | 14                   |
| Разом    | 129     | 27                 | 81               | 21                   |